# Introducción y variaciones para flauta y piano en Trockne Blumen
Introducción y variaciones para flauta y piano sobre la canción "Trockne Blumen", D.802, de Franz Schubert (Variationen für Flöte und Klavier über das Lied "Trockne Blumen"). Esta pieza se ha convertido en una pieza estándar en el repertorio de los flautistas. 
Es el único trabajo de música de cámara con flauta de Schubert.

## Composición y publicación
Introducción y variaciones sobre Trockne Blumen (Ihr Blümlein alle) para flauta y piano es una pieza compuesta en 1824 por encargo del flautista Ferdinand Bogner, profesor del Conservatorio de Viena.
La obra se publicó por primera vez en 1850 bajo el número de opus 160.

## Tema
El tema de la obra es el de la canción Nº 18 "Trockne Blumen" (Flores Secas) para tenor y piano del ciclo La bella molinera D. 795, basado en los poemas de Wilhelm Müller.
La historia trata sobre la desesperación de un joven molinero rechazado por la hija de su nuevo maestro. La hermosa molinera de la que se enamoró, aunque parece inicialmente interesada en él, termina eligiendo a un cazador .
Este poema comienza la fase final del ciclo que conduce al suicidio.

## Letras (extracto: traducción en francés traducido al español)
Flores pequeñas
Que tengo de ella
Te pondremos
Debajo de mi losa ...
Y en mi tumba
Serán flores
Todas las flores
Que ella me dio
Y si pasa
Muy cerca de mi
Ella se dice a sí misma:
El me amaba mucho
Flores pequeñas
Sal de ahí
El invierno se escapa
Mayo verde de nuevo 
La desesperación se traduce musicalmente en una marcha fúnebre, la campana suena en mi menor, a la que se opone una evocación en mi mayor de primavera cuando el molinero estará ausente y expresa un dolor aún mayor.

## Estructura
La introducción prepara la atmósfera y establece gradualmente la estructura rítmica del tema. a la que se añaden algunas notas ornamentales.
Las siete variaciones destacan sucesivamente el piano y la flauta, las primeras cinco tocan en la oposición entre mi mayor y mi menor, la sexta en su totalidad en do menor, la última en mi mayor.
La pieza destaca la expresividad de la flauta de la época de Schubert y también representa una demostración del virtuosismo del instrumento de 5 a 8 teclas, intermedio entre el traverso de una tecla del período barroco y el comienzo del clasicismo y el modelo de flauta actual desarrollado por Théobald Boehm a mediados del siglo XIX.